# Healing Rain
Healing Rain è un album composto da Michael W. Smith nel 2004. Vinse, nel 2005, un GMA Dove Award.

## Tracce
Testi e musiche di Michael W. Smith, tranne dove indicato.
1. Here I Am – 5:10
2. Healing Rain – 4:59
3. Live Forever – 5:19
4. Hang On – 4:13
5. Fly to the Moon – 5:20 (Wayne Kirkpatrick, Michael W. Smith)
6. Human Spark – 4:50
7. We Can't Wait Any Longer – 4:42 (Wayne Kirkpatrick, Michael W. Smith)
8. I Am Love – 3:56
9. Bridge Over Troubled Water – 4:44 (Paul Simon)
10. Eagles Fly – 3:07 (Wayne Kirkpatrick, Michael W. Smith)
11. All I Want – 4:33